# Kjøbenhavns BK
A Kjøbenhavns Boldklub egy dán labdarúgócsapat. A klubot 1876-ban alapították, székhelye Koppenhágában van. A klub 1992-ben egyesült a Boldklubben 1903 csapatával, így létrehozva az FC København csapatát.

## Sikerek
- Bajnokság:
  - Győztes (15): 1912–13, 1913–14, 1916–17, 1917–18, 1921–22, 1924–25, 1931–32, 1939–40, 1947–48, 1948–49, 1949–50, 1952–53, 1968, 1974, 1980
- Kupa:
  - Győztes (1): 1968-69

## Külső hivatkozások
- (dánul) Hivatalos weboldal